# 驼腰子镇
驼腰子镇，是中华人民共和国黑龙江省佳木斯市桦南县下辖的一个乡镇级行政单位。

## 行政区划
驼腰子镇下辖以下地区：
金缸村、金山村、金胜村、上桦村、东合村、西合村、新合村、光明村、愚公村和大兴沟村。